# Karsavān
Karsavān (persiska: کرسوان) är en ort i Iran.   Den ligger i provinsen Kermanshah, i den nordvästra delen av landet, 300 km väster om huvudstaden Teheran. Karsavān ligger 2 044 meter över havet och antalet invånare är 130.
Terrängen runt Karsavān är huvudsakligen kuperad, men åt sydväst är den platt. Runt Karsavān är det ganska tätbefolkat, med 80 invånare per kvadratkilometer. Närmaste större samhälle är Hezār Khānī-ye Soflá, 4,4 km söder om Karsavān. Trakten runt Karsavān består i huvudsak av gräsmarker.